# Табаков, Павел Олегович
Па́вел Оле́гович Табако́в (род. 1 августа 1995, Москва, Россия) — российский актёр театра и кино. Сын Олега Табакова и Марины Зудиной.

## Биография
Павел Табаков родился 1 августа 1995 года в семье актёров Олега Табакова (1935—2018) и Марины Зудиной (род. 1965). У Павла есть младшая сестра — Мария (род. 2006), старший брат по отцу Антон (род. 1960) — ресторатор, а также сестра по отцу — Александра (род. 1966).
Дебют на сцене состоялся в 12-летнем возрасте в 2008 году. Подросток сыграл роль Винсента в спектакле «Лунное чудовище» в МХТ имени А. П. Чехова. В детстве Павел не планировал становиться актёром, его больше интересовало предпринимательство. После окончания 9 класса сообщил родителям, что будет поступать в Театральную школу своего отца.
В 2011 году поступил в Театральную школу Олега Табакова. Во время обучения жил отдельно от родителей в общежитии для учащихся школы.
В 2015 году, по окончании учёбы, был принят в труппу Московского театра п/р Олега Табакова и в труппу МХТ имени А. П. Чехова.
В кино дебютировал в 2014 году в драме «Звезда», где сыграл 15-летнего школьника. С этого времени снимается в нескольких фильмах и сериалах в год. Наиболее известен широкой публике[кому?] ролью цесаревича Павла в историческом телевизионном сериале «Екатерина. Взлёт».
С 2017 года проходит заочное обучение на продюсерском факультете ГИТИСа.
В сентябре 2018 года был уволен по собственному желанию из Московского театра Олега Табакова новым худруком театра Владимиром Машковым. После увольнения из театра решил сосредоточиться на работе в кино. В 2020 году в связи с реорганизацией МХТ имени Чехова и ликвидацией стажёрской группы переведён в состав основной труппы МХТ.

### Взгляды
Является сторонником защиты прав ЛГБТ-сообщества в России.

## Творчество

### Роли в театре
МХТ имени А. П. Чехова:
- «Звезда вашего периода» — Миша Мышкин
- «Северный ветер» — Хьюго
- «Лунное чудовище» — Винсент
- «Мушкетёры. Сага. Часть первая» — Бекингем
- «Дракон» — Генрих

Московский театр п/р Олега Табакова:
- «Год, когда я не родился» — Пров Судаков
- «Вий» — ритор Тиберий Горобец
- «Билокси-Блюз» — рядовой Юджин М. Джером
- «Безымянная звезда» — Марин Мирою, учитель астрономии
- «Матросская тишина» — Давид Шварц

Театр Современник
- «Вечно живые. История в лицах» — Олег Табаков

### Фильмография
| Год  |     | Название                         | Роль                              |
| ---- | --- | -------------------------------- | --------------------------------- |
| 2014 | ф   | Звезда                           | Костя                             |
| 2015 | ф   | Орлеан                           | Игорь                             |
| 2015 | ф   | Счастье — это...                 | Виктор                            |
| 2016 | ф   | Дуэлянт                          | князь Тучков                      |
| 2016 | с   | Мятеж                            | Миша Журавлёв                     |
| 2017 | с   | Екатерина. Взлёт                 | цесаревич Павел Петрович          |
| 2018 | ф   | Как я стал...                    | Саша                              |
| 2018 | с   | Мёртвое озеро                    | Павел Скворцов                    |
| 2018 | с   | Дипломат                         | Фёдор                             |
| 2018 | ф   | Тобол                            | Пётр Ремезов                      |
| 2019 | ф   | Праздник                         | Денис Воскресенский               |
| 2019 | с   | Екатерина. Самозванцы            | цесаревич Павел Петрович          |
| 2020 | с   | Колл-центр                       | Кирилл                            |
| 2020 | ф   | Сентенция                        | Андрей                            |
| 2020 | кор | It`s a match!                    | Саша                              |
| 2020 | с   | Беспринципные                    | Павлик                            |
| 2020 | с   | Мятеж                            | Миша Журавлев                     |
| 2020 | ф   | Остерегайся псов / Beware of Dog | Саша                              |
| 2020 | кор | Это так работает                 | Артём                             |
| 2021 | с   | Полёт                            | Илюша                             |
| 2021 | с   | Подарок                          | Лев                               |
| 2021 | с   | С нуля                           | Слава                             |
| 2022 | с   | Стая                             | Максим Платонов (Евгений Аристов) |
| 2022 | ф   | Ампир V                          | Роман Шторкин, он же Рама Второй  |
| 2022 | с   | Суперпозиция                     | Алексей, хакер                    |
| 2022 | с   | 1703                             | Родя                              |
| 2022 | ф   | Молодой человек                  | Ваня Ревзин                       |
| 2022 | ф   | Ночной режим. Фильм              | Роман Белов                       |
| 2022 | с   | С нуля                           | Слава                             |
| 2023 | с   | Екатерина. Фавориты              | Павел I                           |
| 2025 | ф   | Август (в производстве)          | Андрей Блинов                     |